# 高槻市立中央図書館
高槻市立中央図書館（たかつきしりつちゅうおうとしょかん）は、大阪府高槻市桃園町2番1号にある図書館。

## 概要
- 1994年に開館した市役所新館に相当する「総合センター」の2階に設置された図書館であり、開館と同時に天神山図書館（当時）から図書館本館の地位が当館に移されている。
- バーコード式の貸出カードで本を借りられる。また、マンガをおいている館でもある。

## サービス

### 開館時間
- 月・水・金 10:00～19:00
- 木・土・日・祝日 10:00～17:30

### 休館日
- 火曜日、第2木曜日、蔵書点検日、年末年始、２月の第３日曜日

## 立地
- 大阪府高槻市桃園町2-1 総合センター2F,3F
  - 高槻市営バス市役所前バス停すぐ
  - JR高槻駅から南へ徒歩8分
  - 阪急高槻市駅から西へ徒歩10分